# Lesní Jakubov
Lesní Jakubov település Csehországban, a Třebíči járásban. Lesní Jakubov Újezd u Rosic, Kralice nad Oslavou, Rapotice és Sudice településekkel határos. Lakosainak száma 110 fő (2024. január 1.).

## Népesség
A település lakosságának változását az alábbi diagram mutatja:
| Lakosok száma | 172  | 170  | 156  | 159  | 114  | 388  | 96   | 98   | 797  | 110  |
|               | 1869 | 1900 | 1921 | 1961 | 1980 | 2011 | 2016 | 2019 | 2021 | 2024 |